# Charta der Vereinten Nationen
Die Charta der Vereinten Nationen (Aussprache [ˈkarta…]; in Österreich Satzung der Vereinten Nationen, kurz: UN-Charta, im wissenschaftlichen Gebrauch auch Charta der OVN) ist der Gründungsvertrag und damit die „Verfassung“ der Organisation der Vereinten Nationen (UN, UNO). Sie enthält auch das Statut des Internationalen Gerichtshofs als Bestandteil. 
Die Charta wurde am 26. Juni 1945 durch 50 der 51 Gründungsmitglieder auf der Konferenz von San Francisco unterzeichnet. Wegen der noch nicht abgeschlossenen Regierungsbildung in Polen wurde für dieses Land im Dokument ein Freiraum gelassen. Die zugehörige Unterschrift wurde am 15. Oktober 1945 geleistet, wodurch Polen zum 51. Gründungsmitglied wurde. Die Charta trat am 24. Oktober 1945 in Kraft, nachdem sie von den fünf UN-Vetomächten (Frankreich, Sowjetunion, Republik China, Vereinigtes Königreich, Vereinigte Staaten von Amerika) sowie der Mehrheit der anderen Unterzeichner ratifiziert worden war.
Die Charta als völkerrechtlicher Vertrag bindet alle Mitglieder aufgrund der entsprechenden Bestimmungen des Völkerrechts. Sie hat Vorrang vor allen anderen internationalen Abkommen eines Staates, sobald er Mitglied der Vereinten Nationen ist. Änderungen der Charta erfordern eine Zweidrittelmehrheit der Mitglieder der Generalversammlung, darunter die Zustimmung aller fünf UN-Vetomächte.
In der Bundesrepublik Deutschland wurde das Gesetz zum Beitritt der Bundesrepublik Deutschland zur Charta der Vereinten Nationen am 6. Juni 1973 von Bundespräsident Gustav Heinemann unterzeichnet. Der Beitritt beider deutscher Staaten erfolgte am 18. September 1973.
Die Charta wurde wesentlich von Immanuel Kants Schrift Zum ewigen Frieden inspiriert. Ihr Vorläufer war die am 28. Juni 1919 unterzeichnete Satzung des Völkerbundes, auf der die Organisation des Völkerbundes gründete.

## Inhalt der UN-Charta
- Präambel
- Kapitel I: Ziele und Grundsätze (Art. 1, 2), Allgemeines Gewaltverbot
- Kapitel II: Mitgliedschaft (Art. 3–6)
- Kapitel III: Organe (Art. 7, 8)
- Kapitel IV: Die Generalversammlung (Art. 9–22)
- Kapitel V: Der Sicherheitsrat (Art. 23–32)
- Kapitel VI: Die friedliche Beilegung von Streitigkeiten (Art. 33–38)
- Kapitel VII: Maßnahmen bei Bedrohung oder Bruch des Friedens und bei Angriffshandlungen (Art. 39–51)
- Kapitel VIII: Regionale Abmachungen (Art. 52–54)
- Kapitel IX: Internationale Zusammenarbeit auf wirtschaftlichem und sozialem Gebiet (Art. 55–60)
- Kapitel X: Der Wirtschafts- und Sozialrat (Art. 61–72)
- Kapitel XI: Erklärung über Hoheitsgebiete ohne Selbstregierung (Art. 73, 74)
- Kapitel XII: Das internationale Treuhandsystem (Art. 75–85)
- Kapitel XIII: Der Treuhandrat (Art. 86–91)
- Kapitel XIV: Der Internationale Gerichtshof (Art. 92–96)
- Kapitel XV: Das Sekretariat (Art. 97–101)
- Kapitel XVI: Verschiedenes (Art. 102–105)
- Kapitel XVII: Übergangsbestimmungen die Sicherheit betreffend (Art. 106, 107)
- Kapitel XVIII: Änderungen (Art. 108, 109)
- Kapitel XIX: Ratifizierung und Unterzeichnung (Art. 110, 111)